# بق کرته
بق کرته، روستایی در دهستان زهمکان بخش هور شهرستان فاریاب در استان کرمان ایران است.دهیار محمود میرزاده کوهشاهی 

## جمعیت
بر پایه سرشماری عمومی نفوس و مسکن در سال ۱۳۹۵، جمعیت این روستا برابر با ۱۰۰ نفر (۳۵ خانوار) بوده‌است.